# Ефимова, Аделаида Александровна
Ефимова Аделаида Александровна  (род. 30 июля 1929 года)  — советский живописец, Заслуженный художник БАССР (1979). 

## Биография
Ефимова Аделаида Александровна  родилась  30 июля 1929 года в с. Гагино Нижегородского края. Мать, Констанция Доминиковна Ефимова (по мужу), 1909 г. р., покончила с собой в 1944 году, и Аделаида Александровна с сестрой воспитывались бабушкой, Анной Ивановной. После смерти бабушки в 1948 году сестру Тоню приютили добрые люди в с. Гагине, а Аду взяли родственники отца в Москву. Отец, Александр Андреевич Ефимов - уроженец Пензенской области (1903 года рождения), работал ветеринарным врачом.
В 1953 году Аделаида Александровна окончила Московское художественно-промышленное училище им. М. И. Калинина.
После окончания училища работала в г. Березники Пермской области, затем - в г. Александрове Владимирской области, с 1963 года - в г. Уфе.
В 1963 — 1984 годах работала художницей ПО «Башкирские художественные промыслы "Агидель"», в 1994 — 1996 годах — на производственном предприятии «Горлица» в Уфе.
Ефимова Аделаида Александровна первой разработала эскизы изделий с вышивкой по мотивам башкирского национального орнамента. В работе использовала разные материалы, включая бархат, сукно и др. Ей приходилось выполнять ответственные работы: подарки для руководителей партии и правительства.
Работы художницы находятся в музее ГУП «Агидель», Национальном музее РБ, Русском музее в Санкт-Петербурге.

## Выставки
Ефимова Аделаида Александровна   -  участница художественных выставок с 1969 года.

## Награды и звания
Заслуженный художник БАССР (1979).
Лауреатка конкурса Министерства местной промышленности РСФСР (Москва, 1978)
Дипломант выставок изобразительного искусства автономных республик РСФСР (Москва; 1969, 1971).